# Backvialvecklare
Backvialvecklare (Cydia gemmiferana) är en fjärilsart som först beskrevs av Treitschke 1835.  Backvialvecklare ingår i släktet Cydia, och familjen vecklare. Arten är reproducerande i Sverige.